# Jan Grzywacz (urzędnik)
Jan Grzywacz, ps. „Krak” (ur. 5 sierpnia 1896 w Słupicy, zm. wiosną 1940 w Katyniu) – podporucznik saperów rezerwy Wojska Polskiego, kawaler Krzyża Walecznych, ofiara zbrodni katyńskiej.

## Życiorys
Syn Franciszka i Marii z Figurskich. Absolwent Szkoły Handlowej w Radomiu (1916); na wydziale ekonomii Uniwersytetu Poznańskiego otrzymał absolutorium. Członek POW. W 1920 brał udział w fortyfikowaniu Dęblina.  
Mianowany podporucznikiem ze starszeństwem z 1 lipca 1925 roku i 19. lokatą w korpusie oficerów inżynierii i saperów. W 1934 roku pozostawał w ewidencji Powiatowej Komendy Uzupełnień Radom. Posiadał przydział w rezerwie do 2 batalionu saperów. Był urzędnikiem. Mieszkał w Grodnie przy ul. Narutowicza 34 m. 3, a później w Radomiu przy ul. Piłsudskiego 12.
W kampanii wrześniowej wzięty do niewoli radzieckiej, osadzony w Kozielsku. Między 15 a 17 kwietnia 1940 przekazany do dyspozycji naczelnika smoleńskiego obwodu NKWD – lista wywózkowa 029/3, pozycja 44, nr akt 656 z 13.04.1940. Został zamordowany między 16 a 19 kwietnia 1940 przez NKWD w lesie katyńskim.  
Minister Obrony Narodowej Aleksander Szczygło decyzją Nr 439/MON z 5 października 2007 awansował go pośmiertnie na stopnień porucznika. Awans został ogłoszony 9 listopada 2007, w Warszawie, w trakcie uroczystości "Katyń Pamiętamy – Uczcijmy Pamięć Bohaterów".

## Ordery i odznaczenia
- Krzyż Niepodległości – 2 maja 1933 roku „za pracę w dziele odzyskania niepodległości”[6][1][7]
- Krzyż Walecznych
- Krzyż Kampanii Wrześniowej – pośmiertnie 1 stycznia 1986[8]
- Odznaka Pamiątkowa Więźniów Ideowych[9]